# Il segreto delle campane
Il segreto delle campane (The Nine Tailors) è un romanzo giallo del 1934 di Dorothy L. Sayers; è il nono romanzo con protagonista l'investigatore dilettante Lord Peter Wimsey.

## Trama
Bloccato dopo un incidente automobilistico nel villaggio di Fenland di Fenchurch St. Paul la vigilia di Capodanno, Lord Peter Wimsey aiuta a suonare un tocco di nove campane della chiesa locale durante la notte, dopo che William Thoday, uno dei suonatori, è stato colpito dall'influenza. Lady Thorpe, moglie di Sir Henry, lo scudiero locale, muore la mattina successiva e Wimsey viene a sapere come la famiglia sia stata rovinata dal furto 20 anni prima di una preziosa collana di smeraldi che non è mai stata recuperata. L'allora maggiordomo della famiglia, Deacon, e il suo complice di Londra, Cranton, furono condannati e imprigionati. Nel 1918, molto prima della fine della pena detentiva, Deacon uccise un guardiano e fuggì. Pare che sia morto poco dopo: il corpo giaceva in una cava di ghiaia, dove fu ritrovato due anni dopo, con la divisa della prigione ancora addosso. Dopo la morte di Deacon, la sua vedova, Mary, aveva sposato William Thoday.
Quando lo stesso Sir Henry muore la Pasqua successiva, la tomba di sua moglie viene aperta per seppellirlo con lei, ma all'interno vi viene trovato il corpo di un uomo, reso irriconoscibile. Il solo indizio, della biancheria intima fatta in Francia.
Toccherà come sempre a Lord Peter risolvere il mistero su chi sia il morto, perché sia morto....e anche come sia morto! La cosa più inquietante, infatti, è che non si trova sul corpo alcun segno di come sia stata provocata la sua morte! Sarà proprio quest'ultimo il "segreto" che le campane hanno in serbo...

## Personaggi principali
- Lord Peter Wimsey, investigatore dilettante
- Bunter, il suo valletto personale
- Reverendo Theodore Venables, rettore di Fenchurch St Paul
- La signora Venables, sua moglie
- Sir Henry Thorpe, il signorotto locale
- Lady Thorpe, sua moglie
- Hilary, la loro figlia
- Sovrintendente Blundell
- Geoffrey Deacon, un tempo maggiordomo dei Thorpes
- Nobby Cranton, ladro di gioielli londinese e complice di Deacon
- William Thoday, campanaro assente, colpito dall'influenza
- Mary Thoday, moglie di William Thoday, precedentemente sposata con Deacon
- Jim Thoday, fratello di William, marinaio
- Potty Peake, idiota del villaggio
- Suonatori delle campane: Hezekiah Lavender, leader; Harry Gotobed, sagrestano; Joe Hinkins, giardiniere; Ezra Wilderspin, fabbro; Alf Donnington, padrone di casa della locanda Red Cow; Jack Godfrey, custode della chiesa; Walter Pratt, apprendista suonatore.

## Edizioni italiane
- Il segreto delle campane, collana Altri Misteri Mondadori, Arnoldo Mondadori Editore, 1988.
- Il segreto delle campane, traduzione di Anna Maria Francavilla, collana I Classici del Giallo n. 694, Arnoldo Mondadori Editore, agosto 1993, pp. 319.
- Il segreto delle campane, traduzione di Anna Maria Francavilla, collana I Bassotti n. 16, Polillo Editore, 2004, pp. 377.